# Атия ибн аль-Асвад
Ати́я ибн аль-А́свад аль-Йама́ми аль-Ханафи́ (араб. عطية بن الأسود اليمامي الحنفي‎, ум. в 695 году) — хариджитский богослов из арабского племени бану ханифа, эпоним секты атавитов.
В начале 680-х Атийа был последователем Нафи ибн аль-Азрака, но после раскола между Нафи и Надждой ибн Амиром на почве спора о положении тех мусульман, которые не поддержали их идеи, присоединился к последнему и присягнул ему на верность вместе с Абу Фудайком. После того, как Наджда ибн Амир стал утверждать о существовании оправдания для тех, кто поступил не по шариату из-за невежества, Абу Фудайк и Атия отреклись от него. Вскоре эти двое уже отреклись друг от друга и надждиты разделились на две секты — фудайкитов и атавитов.
После раскола Атийа был изгнан из Омана и направился в Систан, где благодаря его проповеди часть азракитов и надждитов Систана, Хорасана, Кермана и Кохистана стали атавитами.
В 690-х Атийа принял непосредственно участие в военных действиях азракитов под командованием Катари ибн аль-Фуджа'а аль-Мазини и правительственных войск под командованием ал-Мухаллаба ибн Абу Суфра на стороне первых. После поражения под Джируфтом и бегства Катари в Табаристан в 695 г. н.э. Атийа вступил в спор с Абд Раббихи аль-Кабиром за титул халифа и был убит.